# OKG-40 Iskra
OKG-40 Iskra là loại súng phóng lựu gắn dưới nòng súng phát triển sớm nhất tại Liên Xô, công việc được thực hiện bởi TSKIB SOO (ЦКИБ СОО) (một phần của cục Konstruktorskoe Buro Priborostroeniya (Конструкторское бюро приборостроения)). Súng là sản phẩm của nhà thiết kế Viktor Rebrikov dưới sự chỉ đạo của thiết kế trưởng K.V.Demidova, bắt đầu thực hiện năm 1963 và đưa vào chế tạo năm 1965. Ngoài việc thử nghiệm thì nó không được thông qua để trang bị trong quân đội nhưng thiết kế được dùng để phát triển các loại súng khác ngay sau đó.

## Lịch sử
Năm 1963, nhà thiết kế Viktor Rebrikov người làm việc tại TSKIB SOO đã đưa ra về một ý tưởng về một loại lựu đạn phóng từ phía trên nòng súng của khẩu AKM như một loại súng cối cầm tay dễ mang. Tuy nhiên các nhà phát triển khác lại thấy thiết kế này che mất điểm ruồi nên đã chuyển nó đặc dưới nòng súng ở vị trí gắn lưỡi lê. Ban đầu cơ chế phóng được thử nghiệm là sử dụng vỏ đạn nhồi đầy thuốc đạn để phóng quả lựu đạn. Tuy nhiên ý tưởng này lại cho thấy là không hiệu quả khi không cung cấp đủ lực cho lựu đạn có được sơ tốc cần thiết để bay xa như yêu cầu. Vì thế một ý tưởng khác đã được thực hiện là nhồi thuốc phóng vào thẳng bộ phận phóng gắn sau lựu đạn biến lựu đạn thành lựu đạn phóng và vì thế nó không cần vỏ đạn.
Việc thiết kế súng hoàn tất vào năm 1965 và đưa vào chế tạo thử nghiệm. GRAU đã cấp phát kinh phí phát triển loại súng này và gọi nó là Iskra cũng như công bố cho công chúng về dự án này năm 1966 như một thiết kế chỉ có tại Liên Xô vì khi đó M203 của Hoa Kỳ chưa tồn tại còn XM148 thì chưa được công bố. TSKIB SOO thì đăng tên hai nhà thiết kế chính của khẩu súng trên tạp chí TKB số 47 và 48.
Súng được phát triển với tầm bắn 50–400 m. Nó giúp việc triển khai ném lựu đạn ở khoảng cách xa tại những vị trí bất tiện cho việc này như lỗ hỏa mai và tấn công vào các vị trí khó tiếp cận như sau các vật cản khi đạn có thể bay hình cầu vồng ra sau các vật cản này. Súng có thể được sử dụng tấn công các loại xe thiết giáp các thử nghiệm cho thấy với đạn xuyên giáp nếu nó đâm trực diện vào giáp 50 mm thì sẽ để lại vết đạn đầu vào 18×15 mm và đầu ra 9×7 mm còn với giáp 30 mm thì vết đạn đầu vào 33×24 mm và đầu ra 14×10 mm, nếu nó đâm trệt góc 45° thì tỷ lệ xuyên khoảng 33-57% cho loại giáp 30 mm. Cũng như việc kết hợp nó với một loại vũ khí khác mà trong trường hợp này là AKM giúp tăng khả năng tác chiến của người lính.
Nhưng nói chung thì việc thử nghiệm với các lựu đạn nổ mảnh vốn là loại đạn dự tính sử dụng chính thì lại không được thành công lắm khi mà nó thường rơi xuống đất với tư thế nằm ngang hay tự nhiên kích nổ khi đang bay hoặc rơi đâm sâu xuống đất trước khi nổ khiến cho việc tung mảnh không được hiệu quả. Còn việc chống thiết giáp thì đã có các khẩu RPG-7 hiệu quả hơn lo. Cũng như độ giật của loại súng này khá cao do tầm bắn khá xa so với kích thước nên xạ thủ thường sử dụng nó ở tư thế quỳ và bắn theo góc như súng cối chứ rất khó giữ thăng bằng khi nhắm bắn cũng như báng súng bằng gỗ cứng của AKM khi đó chưa có khả năng giúp giảm giật.
Vì thế đến nên loại súng này đã không bao giờ được thông qua để đưa vào phục vụ trong quân đội và việc phát triển nó đã ngừng lại vào đầu những năm 1970 nhưng việc nghiên cứu sớm được nối lại sau đó với thiết kế mới hiệu quả hơn là GP-25 Koster.